# Alexander Wladimirowitsch Pljuschtschew

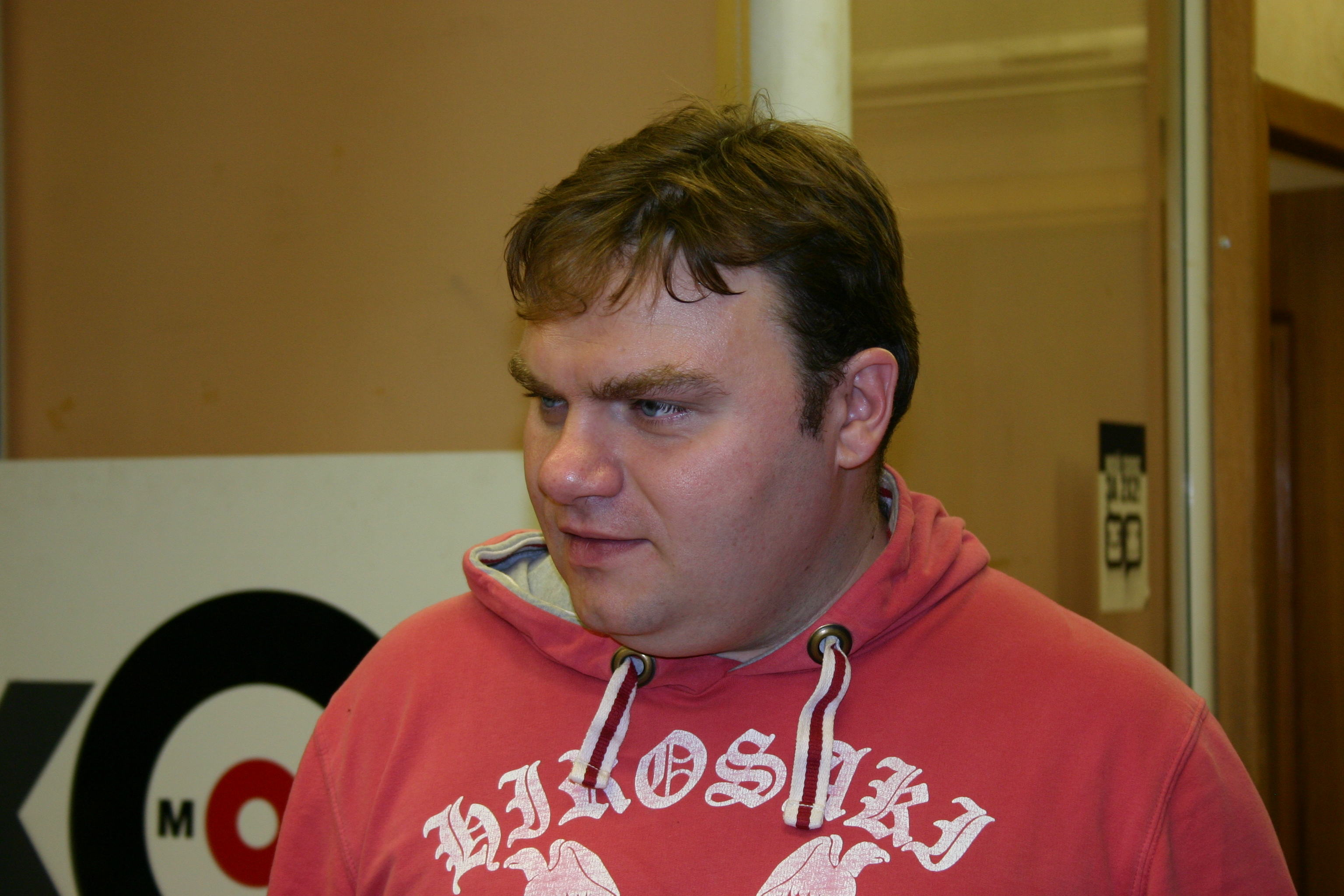
Alexander Pljuschtschew 2009

Alexander Wladimirowitsch Pljuschtschew (russisch Александр Владимирович Плющев, wiss. Transliteration Aleksándr Vladímirovič Pljúščev; geb. 16. September 1972, in Moskau, RSFSR, Sowjetunion) ist ein russischer Journalist, Blogger und Radio- und Nachrichtensprecher.

## Biografie
Von 1979 bis 1989 besuchte Pljuschtschew die Schule Nr. 751 in der Taimyrstraße im Lossiny Ostrowski Rajon Moskaus. Er studierte am Moskauer Chemietechnologischen Institut (seit 1992 Mendelejew-Universität für Chemietechnologie).
Während seines Universitätsstudiums arbeitete Pljuschtschew bei der Institutszeitung „Mendelejewetz“ (Менделеевец) und leitete die Jugendredaktion. Ab Februar 1994 war er Nachrichtensprecher beim Radiosender Echo Moskwy, wohin er Dmitri Pinsker brachte, der auch am Moskauer Chemietechnologischen Institut studierte und als Parlamentskorrespondent bei Echo Moskwy arbeitete. Dank Pjotr Martschenkos arbeitete Pljuschtschew von 1997 bis 1999 als Redakteur und Chefredakteur der Morgennachrichten beim russischen Fernsehsender NTW.
Am 30. März 1998 startete Pljuschtschew sein Programm „EchoNet“ (ЭхоNet) zum Thema Internet beim Radiosender Echo Moskwy. In der ersten Zeit lief das Programm mit Gleb Jegorowitsch Zetkin (alias Denis Kolomejzew). „EchoNet“ war 1999 Gewinner des Popow-Nationalpreises in der Sparte „Rundfunk“ in der Kategorie „Bestes Sonderprogramm“ und 2001 Gewinner des Internet-Nationalpreises in der Kategorie „Internet in den traditionellen Medien“.
Im Mai 1999 startete die Kolumne „Site des Tages“ (Сайт дня Sajt dnja) in der russischen Tageszeitung Wedomosti, wohin ihn der stellvertretende Chefredakteur Alexander Gordejew eingeladen hatte. 2004 gewann die Kolumne den Wettbewerb „Kommunikationstechnologie im ehemaligen Gebiet der Sowjetunion“. Am 30. Oktober 2009 wurde „Site des Tages“, die älteste Internet-Rezension in der russischen Presse, die über zehn Jahre lief, auf Wunsch Pljuschtschews geschlossen.
Ab Oktober 2001 lief bei Echo Moskwy zusammen mit Dmitri Borisow das sechsstündige musikalische Nachtprogramm „Silber“ (Серебро Serebro; später umbenannt in „Argentum“, Аргентум). Nach dem Weggang Borisows moderierte Pljuschtschew die Sendung allein oder zusammen mit Larissa Jasnogorodska.
Bis 2003 arbeitete Pljuschtschew als stellvertretender Chefredakteur für Axel Springer Russia. 2003 war er stellvertretender Chefredakteur der Online-Zeitung Lenta.ru. Von 2006 bis 2011 lief die Sendung „Westi.net“ (Вести.net) beim Fernsehsender Rossija 24. Von 2003 bis 2004 war Pljuschtschew stellvertretender Chefredakteur der Zeitschrift Russki Newsweek.
Am 17. April 2006 wurde die Site plushev.com angemeldet, die die Haupt-Website für den Liveblog „plushev“, „EchoNet“ und „liveargentum“ wurde.
Im Mai 2007 erschien das Buch „Voll Pljuschtschew“ (Полный Плющев Polnyj Pljuschtschew).
Pljuschtschew war 2007, 2011 und 2012 Mitglied der internationalen Jury des Weblog-Awards The BOBs.
Seit April 2008 läuft im Radiosender Echo Moskwy das Programm „Punkt“ (Точка Totschka).
Zusammen mit der Informationsanalyseagentur K2Kapital (К2Капитал) verlieh er den Alexander-Pljuschtschew-Preis, der 2009 an Internet-Startups vergeben wurde. Im gleichen Jahr lief seine Kolumne „Infomania“ (Инфомания) im Fernsehsender STS.
2010 war Pljuschtschew Ideengeber, Hauptproduzent und Moderator der Sendung „Runet-Preis 2010“ (Премии Рунета-2010).
Ende 2010/Anfang 2011 nahm er eine Reihe von Interviews mit führenden Personen des Runet für den Fernsehsender ITV in der Rubrik „Gespaltene Persönlichkeit“ (Раздвоение личности Rasdwoenie litschnosti) auf.
2011–2012 arbeitete Pljuschtschew als Korrespondent für RIA Novosti mit dem Interview-Zyklus „Das sind Eure Internets“ (Эти Ваши Интернеты Eti Waschi Internety) mit russischen und ausländische Internet-Persönlichkeiten.
Seit dem 29. September 2012 erscheint zusammen mit Pawel Kuschelew, Igor Ugritzki und Andrej Podschibjakin die Internet-Show „Stars Live“ (Star’цы Live, Star’zy Live) beim russischen Fernsehsender Games-TV. 2013 bis 2015 arbeitete Pljuschtschew bei SEOPult TV als Interviewer von verschiedenen Internet-Personen im Programm „Spezifisches Gewicht“ (Удельный вес Udelnyj wes).
Regelmäßig moderiert er die Preisverleihungszeremonie des „Wikipreises“ des russischen Wikimedia-Chapters.
Im Oktober 2022 wurde Pljuschtschew vom russischen Justizministerium als „Ausländischer Agent“ eingestuft.

### Entlassungsskandal
Am 5. November 2014 postete Pljuschtschew zum Tode des stellvertretenden Vorsitzenden der Wneschekonombank Alexander Iwanow, Sohn des Leiters der Präsidialverwaltung der Russischen Föderation Sergei Iwanow, auf seinem Twitter-Account die kommentierende Frage «Считаете ли вы гибель сына Иванова, некогда сбившего старушку и засудившего её зятя, доказательством существования Бога/высшей справедливости?» (deutsch: „Glauben Sie der Tod von Iwanows Sohn, der einst eine alte Frau niederschlug und ihren Schwiegersohn verklagte, ist ein Beweis der Existenz Gottes/einer höheren Gerechtigkeit?“). Nach wenigen Stunden löschte Pljuschtschew diesen Tweet und bat um Entschuldigung.
Einige Tage zuvor wurden im von Pljuschtschew geleiteten Radioprogramm „Augenzeuge“ (Своими глазами Swoimi glasami) über die Ereignisse in der Ukraine angeblich „Kriegsverbrechen gerechtfertigt“, wofür der Radiosender Echo Moskwy von der russischen Aufsichtsbehörde für Massenmedien, Telekommunikation und Datenschutz eine Verwarnung wegen „Missachtung der Normen professioneller journalistischer Ethik“ erhielt.
Am 6. November 2014 wurde Pljuschtschew von Echo Moskwy nach einer Entscheidung des Aufsichtsratsvorsitzenden der Holding Gazprom-Media Michail Lessin, unter Umgehung des Chefredakteurs Alexander Wenediktow entlassen. Wenediktow betrachtete die Entscheidung über die Entlassung als juristisch nicht bindend an und war bereit, vor Gericht zu ziehen, da die Entscheidung den Statuten von Echo Moskwy widersprach.
Am 20. November 2014 erschien Pljuschtschew nach einer Vereinbarung Wenediktows und Lessins zur Ungültigkeit seiner Entlassung wieder zur Arbeit.

### Familie
Pljuschtschew ist verheiratet; seine Tochter Warwara wurde am 4. Oktober 1999 geboren.

## Auszeichnungen
- 1999 – Popow-Nationalpreis („Bestes Spezialprogramm“)
- 2001 – Nationaler Internetpreis (Kategorie „Internet in traditionellen Medien“)
- 5. Juni 2001 – bestes Journalistennetzwerk beim Wettbewerb „Russian Online Top“[1]
- 2001 – „Journalist des Jahres“ beim russischen Online-Wettbewerb „ROTOR“
- 2002 – Zweiter Platz beim russischen Online-Wettbewerb „ROTOR“
- 2003 – „Journalist des Jahres“ beim russischen Online-Wettbewerb „ROTOR“
- 2004 – Gewinner des Wettbewerbs „Kommunikationstechnologien bei der Post: Von der Idee bis zur Umsetzung“
- 2005 – Gewinner das allrussischen Wettbewerbs „Hightech: Ursprünge, Heute, Perspektiven“[1]

## Filmografie
- 2012 – Сказ хотанского ковра Skas chotanskogo kowra
- 2011 – Вдребезги Wdrebesgi[22]

## Bücher
- Alexander Pljuschtschew: Полный Плющев. Интернет на каждый день. Kommersant, Piter, Sankt Petersburg 2007, ISBN 978-5-91180-615-6 (russisch).